# اندیس آنومالی اسدآباد
آنومالی اسد آباد یک اندیس فلزی است که در حوالی شهر سلطانیه استان زنجان قرار دارد و مادهٔ معدنی موجود در آن، طلا است.  